# Speläothem

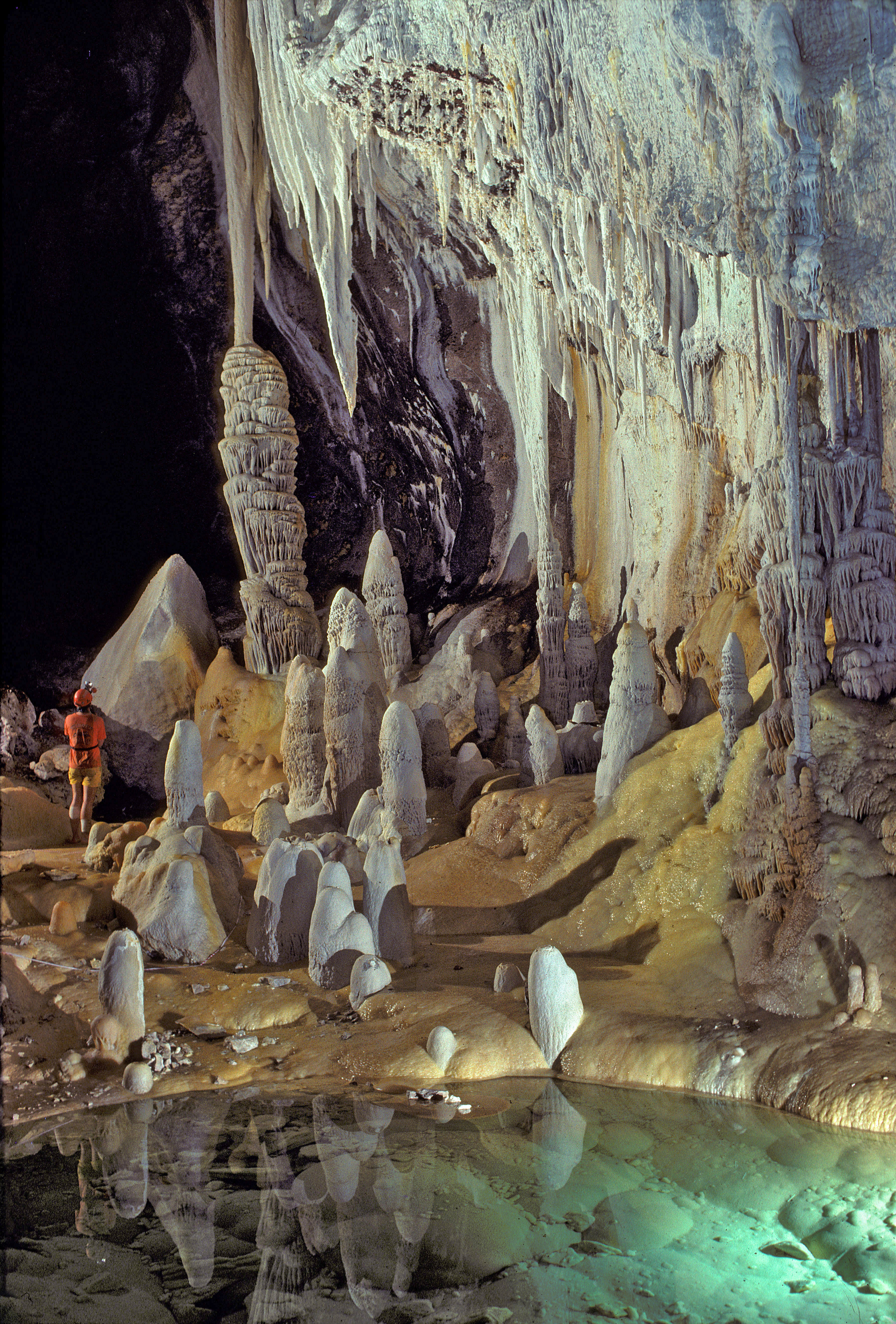
Tropfsteine in der Lechuguilla Cave, New Mexico, USA

Als Speläothem oder Höhlenmineral wird in der Speläologie jede sekundäre Mineralablagerung in Höhlen bezeichnet, welche aber auch in anderen feuchten Hohlräumen wie Bergwerken und Stollen entstehen können.
Die am häufigsten vorkommenden Speläotheme sind Höhlensinter (Sinter) oder Tropfsteine. Meistens bestehen sie aus den Mineralen Calcit und Aragonit oder der Verbindung Calciumcarbonat (Kalk), häufig sind auch verschiedene Formen von Gips. In geeigneten Gesteinen wie Sandstein oder Quarzit treten darüber hinaus Speläotheme aus Opal auf.
Speläotheme gibt es auch in Lavaröhren, beispielsweise kommt es zu Ausfällungen, wenn die Lava abkühlt. Diese Speläotheme können aus Sulfaten, Mirabilit oder Opal bestehen. Von der Erscheinung her zu den Stalagmiten mit einem zentralen Kanal zählen auch Hornitos, wenn sie in Lavahöhlen oder -röhren auftreten; sie können wie an der Oberfläche auch dort aus dem Boden emporwachsen. Weiter gibt es eine Vielzahl von Tropfsteinformen durch eindringendes Wasser.
Insgesamt gibt es tausende verschiedene Formen von Speläothemen. Die meisten davon sind jedoch äußerst selten und treten nur in wenigen Höhlen auf der Welt auf.

## Ursprung des Begriffs
Für Speläothem existiert auch ein deutsches Wort, das Höhlenmineral. Dieser Begriff wird zurzeit zunehmend durch Speläothem ersetzt, einer Zusammensetzung aus den griechischen Wörtern σπήλαιον spélaion, deutsch ‚Höhle‘ – das in den Begriffen Speläologie und Speläologe (Höhlenforscher) steckt – und θέμα théma, deutsch ‚Ablagerung‘.
Der Begriff wurde 1952 vom amerikanischen Höhlenforscher George William Moore geprägt und wird von Geologen und Speläologen in erster Linie verwendet, um einen international einheitlichen Sprachgebrauch zu erreichen.

## Abgrenzung der Begriffe
Die Begriffe Speläothem und der allgemein bekannte Tropfstein klassifizieren die Minerale nach unterschiedlichen Kriterien:
Aus Umlagerungen von Material im Gestein entstandene Bildungen bestehen meist aus Mineralen. Eine Untermenge davon entsteht in Höhlen und wird deshalb naheliegenderweise als Höhlenmineral bezeichnet.
Tropfsteine dagegen entstehen durch tropfendes Wasser, exakter durch die Kristallisation (krypto- bis grobkristallin) von zuvor im Höhlenwasser gelöstem Material. Der Name legt nahe, dass das Wasser fließt, was zur Bildung anderer Mineralausbildungen als in stehendem Wasser führt.
Die beiden Begriffe Tropfstein und Speläothem besitzen also eine erhebliche Schnittmenge, nämlich die in Höhlen entstandenen Tropfsteine. Es gibt jedoch auch Tropfsteine, die keine Speläotheme sind, sondern in Bergwerken und Gebäuden entstanden, und umgekehrt Speläotheme, die keine Tropfsteine sind, sondern im nicht fließenden Wasser entstanden. In diesem Zusammenhang ist daher oft unverständlich, dass Tropfsteine in Bergwerken zwar natürlich gebildete Minerale sind, aber eben keine Speläotheme im engeren Sinne, weil in anderen Hohlräumen entstanden. Allgemein werden diese Erscheinungen als Sinterbildungen bezeichnet.

## Verbreitete Speläotheme
- Tropfsteine
  - Baldachine
  - Deckensinterleiste

Verschiedene Tropfsteinformen

Tropfsteinbildung

  - Knöpfchensinter (Perlsinter, Blumenkohlsinter)
  - Makkaroni (Sinterröhrchen, Röhrchensinter – Bildbereich B)
  - Sinterfahne (Sintervorhang) (Bildbereich F)
  - Sinter (Sinterkruste)
  - Sinterbecken (Bildbereich J)
  - Sinterdecke
  - Sinterfall
  - Stalagmit (Bildbereich C)
  - Stalagnat (Tropfsteinsäule – Bildbereich E)
  - Stalaktit (Bildbereich A)
  - Wandsinterkranz
  - Wandsinterleiste
- Besondere Formen
  - Boxwork
  - Excentrique (Bildbereich H)
  - Gipsblume
  - Höhlenperle
  - Kalkhäutchen
  - Mondmilch (Bildbereich I)

## Besondere Formen

### Kalkhäutchen
Kalkhäutchen bestehen aus kleinen Kalzitkristallen, die auf dem Wasser eines Sinterbeckens schwimmen. Werden sie zu schwer, so gehen sie unter und bilden charakteristische blätterteigähnliche Ablagerungen.

## Opal-Speläotheme
In Silikatgesteinen wie Sandstein und Quarzit können unter besonderen Bedingungen Speläotheme auftreten, die nicht aus Karbonat bestehen, sondern aus Silikaten wie Opal oder Quarz. Beispiele solcher Bildungen finden sich besonders verbreitet in den Höhlen der südamerikanischen Tepuis, z. B. im Muchimuk-Höhlensystem oder in der Cueva Ojos de Cristal des Roraima-Tepuis. Beschrieben wurden mehr als ein Dutzend Formen von pilz-, nieren- oder ballförmiger Gestalt, auch mit korallenähnlicher Form und unregelmäßig verzweigt.
Das Vorkommen dieser Bildungen wird erklärt durch Verdunstung von Höhlenwasser mit Anreicherung gelösten Siliziumdioxides und den Niederschlag von fein zerstäubtem Wasser auf Wänden und Decken außerhalb des Einflusses von fließendem Wasser. Die Ausfällung von Opal wurde auch auf Spinnweben beobachtet, die durch den Absatz des Materials in sich zusammenfielen und stalaktiten-ähnliche Formen bildeten.
Eine besondere Rolle bei der Bildung der Opal-Speläotheme spielen Bakterien, die sich in ihrem Material nachweisen lassen.